# Maghāzī
Die Maghāzī (arabisch المغازي, DMG al-maġāzī ‚die Feldzüge‘, determinierte Pluralform von maghzāt / مغزاة / maġzāt) waren die Feldzüge des Propheten Mohammed, die er nach 622 von Medina aus unternahm. Sie waren bereits im achten Jahrhundert Gegenstand eigenständiger arabischer Werke.
Der Geschichtsschreiber al-Wāqidī war der Verfasser des ersten, umfangreichen Buches über Mohammeds Feldzüge, das erhalten und im Druck zugänglich ist. Es trägt den Titel Kitāb al-Maghāzī / كتاب المغازي / Kitāb al-Maġāzī / ‚Das Buch der Feldzüge (des Propheten)‘. Aus der Maghāzī-Literatur ist später die Sīra-Literatur hervorgegangen, die sich allgemein mit der Biographie des Propheten befasst. Im 12./13. Jahrhundert verfasste der andalusische Gelehrte al-Kalāʿī (st. 1236) ein Maghāzī-Werk, das nicht nur die Biographie Mohammeds, sondern auch die der drei ersten Kalifen umfasst.